# 煤氣公司大廈
煤氣公司大廈（英語：Gas Company Tower）是一座位於美國洛杉磯的52層摩天大樓，是南加州煤氣公司總部，也是Arent Fox、莫里森和福斯特律師事務所以及盛德律師事務所的洛杉磯辦公室所在地。

## 外部連結
- Gas Company Tower （页面存档备份，存于） at Skidmore, Owings and Merrill